# جوردن إلسي
جوردن إلسي (بالإنجليزية: Jordan Elsey)‏ هو لاعب كرة قدم أسترالي في مركز الدفاع، ولد في 2 مارس 1994 في أديلايد في أستراليا. لعب مع أديلايد يونايتد وبارا هيلز نايتس.

## وصلات خارجية
- جوردن إلسي على موقع قاعدة بيانات كرة القدم.إي يو (الإنجليزية)
- جوردن إلسي على موقع Soccerway.com (الإنجليزية)
- جوردن إلسي على موقع عالم كرة القدم.نت (الإنجليزية)